# Relaciones Chile-Filipinas
Las relaciones Chile-Filipinas o relaciones chileno-filipinas hace referencia a las relaciones internacionales bilaterales entre la República de Chile y la República de Filipinas. 
De acuerdo a las palabras del presidente filipino, Benigno Aquino III, Chile y las Filipinas comparten "experiencias únicas" en común al haber sido colonizados por los españoles, formando parte del Imperio español, además de haber sido evangelizados con una predominancia del cristianismo en ambos países y también al encontrarse ubicados en el Cinturón de Fuego del Pacífico, encontrándose expuestos a similares desastres naturales como terremotos y tsunamis.

## Historia
Chile y Filipinas eran parte del Imperio español y durante la época hispánica viajaban libremente a la ubicación geográfica del otro. Tanto Chile como las Filipinas tienen la presencia de razas similares a las de Filipinas que eran hispanoamericanos, Españoles, Y malayo-polinesios vivían juntos, lo cual es el mismo caso en Chile, especialmente en su territorio más occidental, la Isla de Pascua, que originalmente fue colonizada por malayo-polinesios y seguida por españoles y latinoamericanos.
Durante la época hispánica, los galeones de Manila comerciaban mercancías entre Asia e Hispanoamérica y los comerciantes de Filipinas distribuían mercancías asiáticas hasta Santiago de Chile.  Los chilenos también estaban en Filipinas y los chilenos eran una de las nacionalidades de los oficiales y soldados hispanoamericanos que apoyaron al efímero emperador de Filipinas, Andrés Novales,
en su rebelión contra la monarquía hispánica. Más tarde, el líder independentista chileno Bernardo O'Higgins planeó una vez expandir Chile liberando Filipinas de España e incorporando las islas. Al respecto encargó al oficial naval escocés, Lord Thomas Cochrane, en una carta fechada el 12 de noviembre de 1821, expresando su plan para conquistar Guayaquil, las Islas Galápagos y Filipinas.
Hubo preparativos, pero el plan no prosperó porque O'Higgins fue exiliado. Sin embargo, a mediados del siglo XIX hubo otro plan de los funcionarios chilenos para ayudar también en la Revolución Filipina y la guerra filipino-estadounidense. enviando una armada a través del Pacífico. Sin embargo, el plan tampoco llegó a buen puerto.

### Tensiones por fallida visita de Pinochet a Manila
Para el 23 de marzo de 1980 se había acordado una visita a Filipinas del Dictador Augusto Pinochet, como parte de una gira asiática. Sin embargo, y cuando se encontraba en las islas Fiyi, el gobierno del también dictador Ferdinand Marcos informó que debía ser suspendida la visita, alegándose que habían recibido informaciones "acerca de la llegada a Manila de terroristas internacionales para atentar contra su vida".  El motivo real parecen haber sido las presiones en contra de la visita por parte de los Estados Unidos y otros países asiáticos.
El 25 de marzo de ese año, ya de vuelta en Chile, y durante un discurso televisado pronunciado ante varios miles de personas que se congregaron afuera del entonces edificio gubernamental Diego Portales, Pinochet rompió relaciones diplomáticas con Filipinas, alegando ante la televisión chilena que "Chile no puede aceptar una bofetada en pleno rostro". Al día siguiente Pinochet recibió la renuncia del Canciller Hernán Cubillos, y señaló que suspendería la ruptura de relaciones diplomáticas a la espera de recibir a Eduardo Romuáldez, embajador de Filipinas en Washington, quien viajó a Santiago para presentar sus excusas al gobierno chileno.

## Acuerdos bilaterales y membresías en común

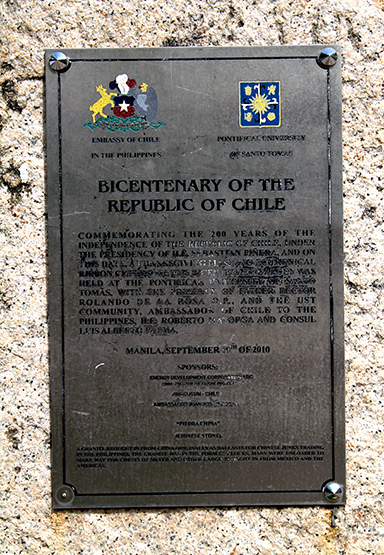
Placa conmemorativa al Bicentenario de Chile en la Universidad Santo Tomás de Aquino, Manila.

Chile y Filipinas han suscrito numerosos acuerdos, produciéndose un acercamiento cultural a partir de los años 2000. Existen convenios bilaterales en materia académica, agrícola, minera y energética, específicamente en geotermia. El Ministerio de Educación de Filipinas y el Ministerio de Educación de Chile han firmado diversos acuerdos de cooperación, uno de ellos para el intercambio de alumnos entre estos dos países y el entrenamiento de académicos de idioma español en Chile.
Ambos países son Estados miembro del  Foro de Cooperación Económica Asia-Pacífico (APEC). Con respecto a instituciones lingüísticas, tanto la Academia Chilena de la Lengua como la Academia Filipina de la Lengua Española conforman la Asociación de Academias de la Lengua Española.

## Relaciones económicas
El comercio bilateral se establece principalmente mediante rutas marítimas directas entre los puertos chilenos y filipinos cruzando el océano Pacífico. Chile exporta a Filipinas mayoritariamente minerales de cobre y sus concentrados (molibdeno, cátodos de cobre, etc.), cartulinas y pasta de celulosa, salmones, uvas y vino chileno; mientras que Filipinas exporta a Chile aparatos electrónicos, en su mayoría para impresión y proyección, cocos secos y redes para la pesca.
En 2023, el intercambio comercial entre ambos países ascendió a los 324 millones de dólares estadounidenses, lo que supuso un 23,1% de crecimiento promedio anual en los últimos cinco años. Los principales productos exportados por Chile cobre, salmones y cartulinas, mientras que Filipinas exportó mayoritariamente impresoras multifuncionales, proyectores y ácido sulfúrico.

## Misiones diplomáticas

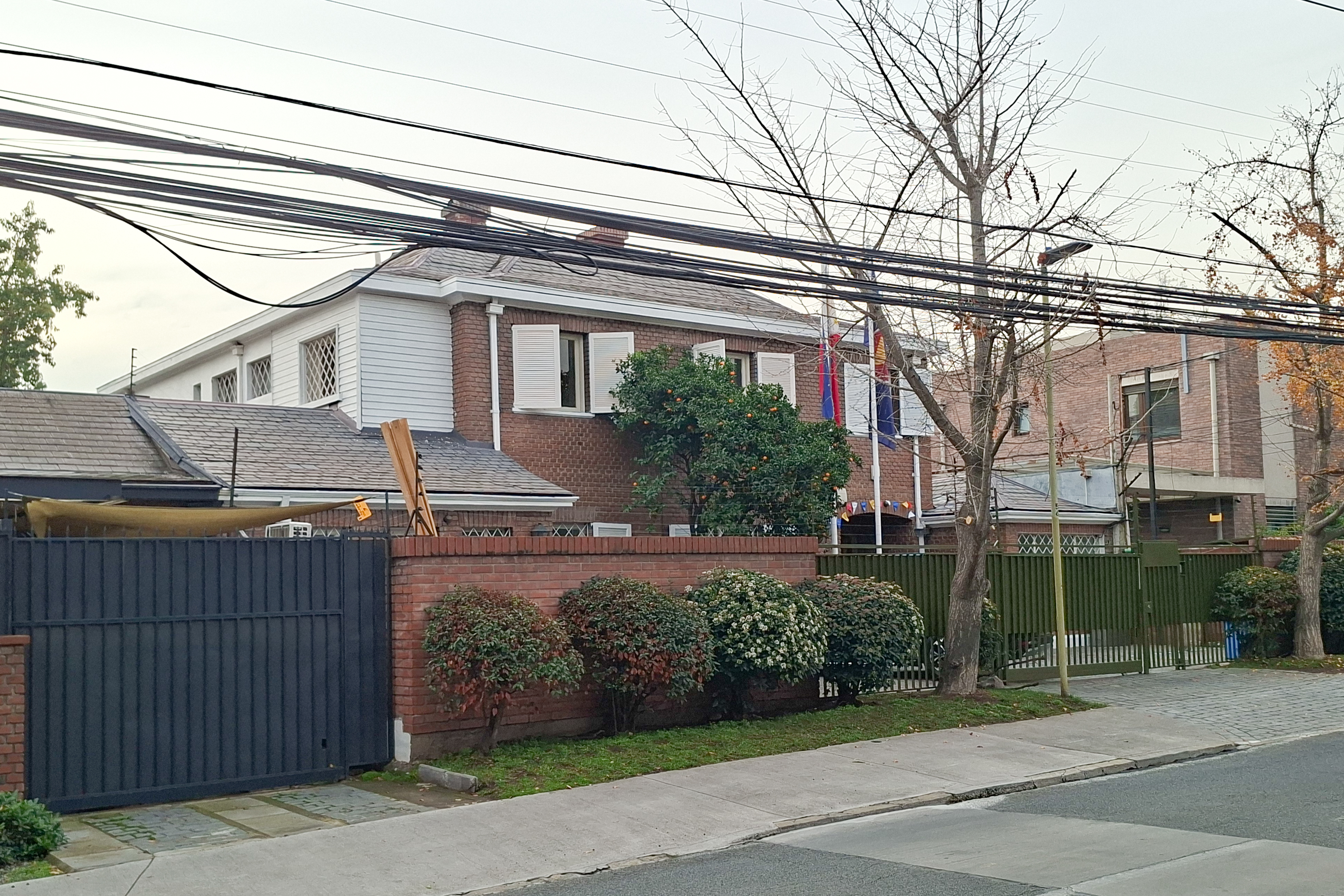
Embajada de las Filipinas en Santiago de Chile

Las primeras misiones diplomáticas se iniciaron en 1958, cuando Chile abrió un consulado en Binondo, Manila. Luego de finalizada la ocupación estadounidense de Filipinas, Chile y Filipinas establecieron sus relaciones diplomáticas a nivel de embajadas el 4 de julio de 1946, siendo la primera embajada chilena con un país de la actual Asociación de Naciones del Sudeste Asiático (ASEAN).
- Chile tiene una embajada en Manila.[19]
- Filipinas tiene una embajada en Santiago de Chile.[20]